# Општина Магура (Бакау)
Магура (рум. Măgura) општина је у Румунији у округу Бакау.
Oпштина се налази на надморској висини од 263 m.